# Ariel Joy Edwards
Ariel Joy Edwards (Syosset, New York, 19 de mayo de 1992) es una jugadora estadounidense de baloncesto profesional, que juega en  el club Araski AES de la Liga Femenina española, en la temporada 2018/2019.

## Biografía
Ariel Joy Edwards nació en Syosset, New York (USA) en 1992. Mide 1,90 metros, y juega en la posición de Ala-pivot. Tiene doble nacionalidad estadounidense e israelí.

### Trayectoria deportiva
Formada en la Universidad de Penn State. Se graduó en mayo de 2014 en Política y Administración de la Salud. Posteriormente en el año 2014 logró jugar, aunque solo una semana, en la WNBA con las Detroit Tulsa Shock Shock (ahora llamado Dallas Wings). Posteriormente dio el salto a Europa, a la Liga Femenina española, jugando en los equipos de Bembibre y Gernika, y también en verano, entre temporadas españolas en la liga sudamericana. Después también en Israel, para después volver a regresar a España.
En la temporada 2018-2019 ha destacado en Araski AES, siendo MVP en la jornada 23.
Al finalizar la Liga Regular 2018-2019 ha sido la máxima anotadora, con 17,7 puntos de media por encuentro.

## Clubes

### Nacionales
- Elmont, NY (Christ the King HS).
- 2010-2014: Penn St. (NCAA).
- 2014: Detroit Tulsa Shock.

### Internacionales
- 2014-2015: C.B. Bembibre PDM (España).
- 2015-1016: Gernika Bizkaia (España).
- 2016-2017: Embutidos Pajariel Bembibre (España).
- 2017 (Verano): Obras Sanitarias (Argentina).
- 2017-2018: Maccabi Ra'anana (Israel).
- 2018 (Verano): Félix Pérez Cardozo (Paraguay).
- 2018-2019: Araski AES (España).